# 内藤耀悠
内藤 耀悠（ないとう てるちか、2006年1月11日- ）は、日本の男子バスケットボール選手である。北海道出身。ポジションはスモールフォワード。

## 来歴
小1からバスケットボールを始め、新琴似北ミニバスケットボール少年団からレバンガ北海道U15に所属し、高校進学とともにU18所属となる。
U18では1年時よりB.LEAGUE U18 CHAMPIONSHIPで連覇に貢献し2年連続MVPを獲得。
年代別日本代表にも選ばれ、U16アジア選手権で準優勝、U17ワールドカップにも出場した。
2022年9月15日、同年よりBリーグにて新設された「ユース育成特別枠」の第1号としてトップチームに登録される。11月30日に北海きたえーるで行われた千葉ジェッツ戦でジェイコブス晶が持っていたBリーグ最年少記録となる16歳10カ月19日で初出場を果たした。
2023年6月、NBAとFIBAが主催する「第13回バスケットボール・ウィズアウト・ボーダーズ・アジア」にも参加。
U19ワールドカップ日本代表にも選出され、史上初となるベスト8に貢献。
8月にはスペインリーグ1部のバレンシア・バスケットクラブへの短期留学が発表されたが、左膝内側側副靱帯損傷のため延期になった。
11月21日、2シーズン連続でユース育成特別枠登録を発表。ただし、U18としての大会が続くため登録は12月末となった。
2024年6月28日、レバンガ北海道のトップチームにU22枠として登録される。

## 所属歴
- 新琴似北ミニバスケットボール少年団
- レバンガ北海道U15
- レバンガ北海道U18（北海道文教大学附属高等学校）
- レバンガ北海道（2022年〜2024年）：ユース育成特別枠
- レバンガ北海道（2024年〜）：U22登録枠